# پتانسیل عمل جامع عضله
پتانسیل عمل جامع عضله (CMAP) یا پتانسیل عمل جامع محرک یک بررسی نوار عصب و عضله (مطالعه الکتریکی عملکرد ماهیچه‌ها) است. برای بررسی هدایت عصب حرکتی در الکترودیاگنوسیس، الکترود گیرنده بر روی عضله قرار می‌گیرد و عصب محیطی که به آن عضله عصب دهی می‌کند در دو نقطه دیستال و پروکسیمال تحریک می‌شود. در این حالت پتانسیل عمل جامع عضله توسط الکترود گیرنده ثبت می‌شود.